# 9994 Grotius
Grotius (asteróide 9994) é um asteróide da cintura principal, a 2,1286495 UA. Possui uma excentricidade de 0,1765167 e um período orbital de 1 518 dias (4,16 anos).
Grotius tem uma velocidade orbital média de 18,52541997 km/s e uma inclinação de 7,16679º.
Este asteróide foi descoberto em 24 de Setembro de 1960 por Cornelis van Houten, Ingrid van Houten-Groeneveld.